# A hírhedt
A hírhedt (eredeti cím: Infamous) 2006-ban bemutatott amerikai életrajzi filmdráma, melyet Douglas McGrath írt és rendezett. A forgatókönyv alapjául George Plimpton 1997-es Truman Capote: In Which Various Friends, Enemies, Acquaintances, and Detractors Recall His Turbulent Career könyve szolgált. A film az 1950-es és 1960-as években játszódik, amikor Truman Capote megírta Hidegvérrel című későbbi bestsellerét. 
A főbb szerepekben Toby Jones, Sandra Bullock, Daniel Craig, Lee Pace, Jeff Daniels, Sigourney Weaver, Hope Davis és Gwyneth Paltrow látható.

## Cselekmény
1959-ben Truman Capote író gondtalan életet él Manhattanben, a fogadások egyik legnagyobb sztárjaként. Amikor The New York Times hasábjain szembesül egy brutális gyilkosságról szóló hírrel, megszállottan kezd el foglalkozni az üggyel, megalkotva Hidegvérrel című mesterművét. Eközben a gyilkosok egyikével is kapcsolatba kerül.

## Szereplők
| Színész              | Szerep          | Magyar hang          |
| -------------------- | --------------- | -------------------- |
| Toby Jones           | Truman Capote   | Háda János           |
| Sandra Bullock       | Harper Lee      | Für Anikó            |
| Daniel Craig         | Perry Smith     | Mihályi Győző        |
| Lee Pace             | Richard Hickock | Csík Csaba Krisztián |
| Jeff Daniels         | Alvin Dewey     | Haás Vander Péter    |
| Peter Bogdanovich    | Bennett Cerf    | Cs. Németh Lajos     |
| Hope Davis           | Slim Keith      | Mezei Kitty          |
| Isabella Rossellini  | Marella Angelli |                      |
| Juliet Stevenson     | Diana Vreeland  | Molnár Zsuzsa        |
| Sigourney Weaver     | Babe Paley      | Menszátor Magdolna   |
| Michael Panes        | Gore Vidal      | Kapácsy Miklós       |
| John Benjamin Hickey | Jack Dunphy     | Borbiczki Ferenc     |
| Gwyneth Paltrow      | Kitty Dean      |                      |
| Libby Villari        | Delores Hope    |                      |
| Gail Cronauer        | Bonnie Clutter  |                      |

## Kapcsolódó szócikk
- Capote – 2005-ben bemutatott amerikai életrajzi filmdráma, mely szintén Truman Capote életét dolgozza fel